# Iso-Ahveninen
Iso-Ahveninen eller Ahveninen är en sjö i Finland. Den ligger i kommunen Viitasaari i landskapet Mellersta Finland, i den centrala delen av landet, 300 km norr om huvudstaden Helsingfors. Iso-Ahveninen ligger 108,5 meter över havet. Den ligger vid sjön Vesijärvi. I omgivningarna runt Iso-Ahveninen växer i huvudsak blandskog. Den är 22 meter djup. Arean är 2 kvadratkilometer och strandlinjen är 10,83 kilometer lång. Sjön  ingår i Kymmene älvs huvudavrinningsområde. 